# Sala (cognome)
Sala è un cognome di lingua italiana.

## Varianti
Il cognome non presenta varianti.

## Origine e diffusione
Cognome tipicamente settentrionale, è presente prevalentemente in Lombardia, con un ceppo anche in Campania, più precisamente a Sant’Arpino (CE).  
Deriva da toponimi nell Italia settentrionale come Sala Comacina(CO) e Sala al Barro(LC) In alcuni casi, specialmente in Trentino, è da ricondursi invece al Santuario della Madonna delle Laste di Trento, in cui il cognome fu sovente usato per i trovatelli.
In Italia conta circa 14536 presenze.

## Persone
- Eliseo Sala (1813-1879) – pittore italiano
- Elia Sala (1864-1920) – pittore, scultore e architetto italiano
- Paolo Sala (1859-1924) – pittore italiano